# Шлапак, Мариана Емельяновна
Мариана Емельяновна Шлапак (Mariana Șlapac) — молдавский архитектор и историк архитектуры, художник, член-корреспондент и вице-президент Академии наук Молдавии.
Родилась 10 декабря 1955 года в Тирасполе в семье преподавателя вуза.
В 1977 году окончила Кишинёвский политехнический институт, факультет урбанизма и архитектуры.
В 1977—1992 гг. архитектор института «Молдгипрострой».
Научный сотрудник (1992—1996), старший научный сотрудник (1996—2000), ведущий научный сотрудник (2000—2006) Института изучения искусств АН Молдавии.
С 2006 года главный научный исследователь Центра изучения искусств Института культурного наследия Академии наук Молдавии.
Обучалась в докторантуре Института архитектуры в Бухаресте (1993—1996) и Института изучения искусств АН Молдавии (1996—1997). В 1998 году присвоена степень доктора архитектуры, в 2004 году — доктора художеств.
С 2006 года вице-президент Академии наук Молдавии.
В 2000-е гг. Председатель Наблюдательного совета компании «Телерадио-Молдова». В 2010-е гг. председатель Национальной комиссии по геральдике.
Автор рисунка Исторического флага Молдовы.
Автор (соавтор) 110 научных и научно-популярных публикаций в области архитектуры, художественного дизайна, градостроительства, в том числе 6 авторских монографий, 4 коллективных монографий.
2005 г. — Диплом Совета Европы за книгу «Cetăţi medievale din Moldova» («Средневековые цитадели Молдовы»).
Награждена орденом Богдана-Основателя (7 декабря 2020 года).
Сочинения:
- Studiu de arhitectură militară medievală [Text] / Mariana Şlapac. — Chişinău : 1998. — 212 p. : il. — ISBN 9975-61-069-2
- Cetati medievale din Moldova: 2004. pagini: 368 Format: 20 x 26 cm. ISBN 9975-61-320-9
- Castelologia comparată. Arhitectura de apărare a Ţării Moldovei între Occident şi Orient, Chişinău: Editura ARC, 2020, 460 p.: il.
- Arta urbanismului în Republica Moldova: privire de ansamblu. Academia de Științe a Moldovei, 2008 — Всего страниц: 271.